# Jens Benicke
Jens Benicke (* in München) ist ein deutscher Politikwissenschaftler und Autor.

## Leben
Jens Benicke stammt aus München. Er studierte Politikwissenschaften, Neuere Geschichte und Neuere Deutsche Literaturgeschichte an der Albert-Ludwigs-Universität Freiburg. Er wurde 2009 an der Philosophischen Fakultät bei Ingeborg Villinger mit der Dissertation Von Adorno zu Mao. Die Rezeption der Kritischen Theorie und die Auseinandersetzung mit der nationalsozialistischen deutschen Vergangenheit von der antiautoritären Fraktion der Studentenbewegung zu den K-Gruppen zum Dr. phil. promoviert. Er ist Mitarbeiter eines Wissenschaftsverlags in Freiburg im Breisgau. Außerdem betätigt er sich als Rezensent beim Arbeitskreis „rote ruhr uni“ an der Ruhr-Universität Bochum.
Er ist Autor dreier Bücher und zahlreicher Buchbeiträge; seine erste Arbeit wurde mehrfach rezensiert (u. a. von der taz und von grundrisse) und in Kooperation mit der Rosa-Luxemburg-Stiftung (2012) öffentlich vorgestellt.

## Werk

### Zusammenfassung
Jens Benicke analysiert in seinem 2010 veröffentlichten Buch Von Adorno zu Mao die Rezeption der Kritische Theorie und geht dabei auch auf die Auseinandersetzung der radikalen politischen Linken über den Nationalsozialismus ein. Das Werk teilt sich im Wesentlichen in vier Abschnitte:
- Antiautoritäre Studierendenbewegung
- Zuspitzung der Protestbewegung
- Entwicklung zu den K-Gruppen
- Niedergang der K-Gruppen

### Rezeption
„Neben vielem Bekanntem schildert Benicke insbesondere, wie die K-Gruppen urdeutschen Ressentiments freien Lauf ließen, wann immer sie mit der nationalsozialistischen Vergangenheit sowie der Kritischen Theorie, der die antiautoritäre Bewegung wesentliche Einsichten verdankte, konfrontiert waren. Hatten sich die aufbegehrenden Studenten - allerdings eher vor dem Höhepunkt ihrer Bewegung - sehr konkret mit dem Fortwirken des NS befasst, wurde nun unter Rückgriff auf Georgi Dimitroff ein formelhafter Faschismusbegriff gepflegt, der einer Entlastung der deutschen Bevölkerung gleichkam und die Vernichtung der europäischen Juden bagatellisierte.“

„Benickes Buch füllt eine Forschungslücke, da die Wechselwirkung zwischen Kritischer Theorie und linker Bewegungsgeschichte bisher vor allem für die frühe Phase der studentischen Protestbewegung untersucht wurde. »Von Adorno zu Mao« ist eine gelungene Studie über die theoretische Entwicklung der K-Gruppen – und es ist zu begrüßen, dass der Autor den Schwerpunkt auf eine schonungslose Kritik dieses bizarren Abschnitts der Geschichte der Linken legt.“

„Benicke hat zu den Debatten um die Geschichte der westdeutschen Linken einen lesenswerten Beitrag geleistet. Bei der Fokussierung auf Kritische Theorie und Faschismusanalyse bleibt die Frage offen, ob die K-Gruppen bezüglich Betriebsarbeit, Solidarität mit Vietnam und Chile sowie mit „Gastarbeitern“, Kampf gegen Berufsverbote und staatliche Repressionen nicht doch emanzipatorische Positionen vertreten haben. Vielleicht hat Benicke die Bedeutung der Kritischen Theorie für 1968 überschätzt.“

## Schriften (Auswahl)
- Von Adorno zu Mao: über die schlechte Aufhebung der antiautoritären Bewegung, ça ira Verlag, Freiburg im Breisgau 2010, ISBN 978-3-924627-83-6 (Dissertation Universität Freiburg im Breisgau 2009, 259 Seiten, 21 cm).
- Autorität & Charakter (= Centaurus Pocket Apps, Band 20). Centaurus Verlag, Freiburg im Breisgau 2012, ISBN 978-3-86226-167-3.
- „Von Heidelberg nach Mogadischu, ein Weg von der revolutionären bis zur konterrevolutionären Aktion“. Das Verhältnis der K-Gruppen zur RAF, am Beispiel der KPD/ML, in: Sebastian Gehrig, Barbara Mittler, Felix Wemheuer (Hrsg.), Kulturrevolution als Vorbild? Maoismen im deutschsprachigen Raum, S. 133–152. Peter Lang AG, Frankfurt am Main 2008, ISBN 978-3-631-57641-0.
- Die K-Gruppen und der Nationalsozialismus, in: Associazione Delle Talpe, Rosa Luxemburg Initiative Bremen (Hrsg.), Maulwurfsarbeit II. Kritik in Zeiten zerstörter Illusionen, S. 36–50, Berlin 2012, Volltexte online
- Die K-Gruppen. Entstehung – Entwicklung – Niedergang. Springer VS, Wiesbaden 2019, ISBN 978-3-658-24768-3
- Alle Macht dem Prinzip! Über Theorie und Perspektive des Rätekommunismus, in: Anna Leder, Mario Memoli, Andreas Pavlic (Hrsg.), Die Rätebewegung in Österreich. Von sozialer Notwehr zur konkreten Utopie, S. 80–94. Mandelbaum, Wien, Berlin 2019, ISBN 978385476-680-3